# Tolna (Hungría)
Tolna es una ciudad en el distrito de Tolna, en el condado de Tolna, Hungría.

## Ubicación
Está a 15 kilómetros de Szekszárd.

## Historia
La ciudad ya estaba poblada en la época romana. Al llegar los húngaros a la cuenca de los Cárpatos se convirtió en la sede del gran príncipe, así la de Esteban I de Hungría. La primera mención de la ciudad aparece en el documento de la fundación de la abadía de Tihany en 1055. Su nombre probablemente proviene de la palabra telona que significaba aduanas.
El castillo se construyó durante el reinado de Esteban I de Hungría.

## Lugares de interés
- El castillo de Festétics
- La estatua de la Santa Trinidad (1790)
- la iglesia católica (1773)
- la iglesia de Mozs (1822)

## Ciudades hermanadas
- Bodegraven (Holanda)

- Stutensee (Alemania)

- Székelyudvarhely (Rumanía)